# Opium (parfym)
Opium är en parfym lanserad 1977 av modehuset Yves Saint-Laurent.
1995 lanserades Opium pour Homme, en herrvariant. Lanseringen var något kontroversiell och somliga hävdade att parfymen uppmuntrade drogmissbruk, något som dementerades av modehuset.

## Komposition
Opium tillhör kategorin orientaliska parfymer (kryddiga). Dess huvudkomponenter är tangerin, röd jasmin, myrra, koriander och liljekonvalj.